# Wenn das Feuerwerk landet
Wenn das Feuerwerk landet ist das zweite Album der Band Tonbandgerät. Es erschien im Jahr 2015 bei Capitol Music Group. Als Singles wurden die Lieder Alles geht (2014) und Sekundenstill (2015) veröffentlicht.

## Titelliste
1. Kopfland
2. Alles geht
3. Ich komm jetzt heim
4. Sekundenstill
5. Der Fehler in mir
6. Jeden Weg
7. Lass die Dioden leuchten
8. Deine Tasche riecht nach Schwimmbad
9. Im Abspann
10. Ozean
11. Mauern aus Beton
12. Für immer da
13. Schattenboxer

## Cover
Auf dem Cover sind die Köpfe der vier Mitglieder der Band in unterschiedlichen Farben auf einem Cremefarbenen Hintergrund zu sehen. Oben der Name der Band und unten der Albumname.

## Rezeption
„"Wenn Das Feuerwerk Landet" ist eine sauber geratene Platte, bei der der Spaß an der Sache stets durchschimmert. Zudem verzichten Tonbandgerät auf penetrant auf Radiohit getrimmte Tracks, sondern liefern solide eingespielten Gebrauchspop mit allerlei Rock- und Wave-Reminiszenzen.“